# Louis Wright
(en) Statistiques sur pro-football-reference
Louis Donnel Wright (né le 31 janvier 1953 à Gilmer) est un joueur et entraîneur américain de football américain.

## Carrière

### Université
Wright commence ses études à l'université d'État de l'Arizona avant d'être transféré à l'université d'État de San José où il intercepte trois ballons dans sa carrière universitaire. Il s'illustre en athlétisme, notamment au 100 mètres et au saut en longueur. Il participe au Senior Bowl et East-West Shrine Game de 1974.

### Professionnel
Louis Wright est sélectionné au premier tour du draft de la NFL de 1975 par les Broncos de Denver. Lors de sa première saison, il impressionne, interceptant deux ballons et récupérant un fumble. En 1977, il intercepte trois passes et marque un touchdown après avoir intercepté un ballon. 
Pour beaucoup, la meilleure saison de Wright est la saison 1983 où il intercepte six passes et en 1984, il marque un nouveau touchdown après avoir récupéré un fumble. En 1985, il intercepte cinq passes et marque, lors du onzième match de la saison, un touchdown après avoir contré un field goal, récupérant le ballon et marquant dans la mort subite pour  permettre aux Broncos de remporter le match.

### Entraîneur
Il fut l'entraineur assistant de la Rangeview High School où il est aussi professeur d'éducation physique. Il est aussi le coordinateur défensif du l'équipe de football du College of Denver.